# Galaxy Supernova
"Galaxy Supernova" é o oitavo single em japonês do girl group sul-coreano Girls' Generation, lançado em 18 de setembro de 2013.

## Antecedentes
Foi anunciado em 11 de agosto de 2013, que o Girls' Generation estaria lançando seu oitavo single em japonês, "Galaxy Supernova", em 18 de setembro de 2013. O single está para ser lançado em duas versões; uma edição regular e uma edição limitada em CD+DVD. A edição regular contém a faixa-título "Galaxy Supernova" bem como o B-Side, "Do the Catwalk". A edição em DVD contém o vídeo promocional completo de "Galaxy Supernova".

## Videoclipe
O vídeo de dança para "Galaxy Supernova" foi lançado em 4 de setembro de 2013 e o vídeo da música foi lançado em 5 de setembro de 2013. O videoclipe mostra as meninas em diferentes jeans coloridos, fazendo relembrar seus dias de "Gee" , mas também optar por tops e vestidos metálicos e de aspecto futurista, colocando em uma vibração diferente e mostrando um lado mais sexy.

## Recepção
Seoulbeats criticou o "infame ambiente murado" no videoclipe, chamando-o de tedioso. O artigo também destacou a coreografia como demasiado maçante para os padrões do grupo. No entanto, a crítica elogiou a canção como cativante e atraente, bem como o esforço para colocar um foco extra em Sooyoung.

## Desempenho comercial
"Galaxy Supernova" alcançou o primeiro lugar nas paradas de pré-encomenda da Tower Record. O single estreou na 4ª posição da parada diária de singles da Oricon mas subiu para o 1º lugar mais tarde. O single conseguiu vender 14.564 cópias físicas no primeiro dia. "Galaxy Supernova" estreou em 38º lugar na Japan Hot 100 e em 75º lugar na Japan Adult Contemporary Airplay.

## Promoção
O grupo fez uma apresentação surpresa de "Galaxy Supernova" e "Gee" para cerca de 200 fãs em Tóquio no dia do lançamento do single e realizou uma coletiva em Osaka no dia 19 de setembro, a fim de promover o novo single. Girls Generation terão um evento ao vivo para 500 pessoas que compraram o single, em 4 de novembro de 2013.

## Lista de faixas
| Edição Regular (CD) |                    |                  |                                              |         |  |
| N.º                 | Título             | Compositor(es)   | Produtor(es)                                 | Duração |  |
| 1.                  | "Galaxy Supernova" | Kamikaoru        |                                              | 03:09   |  |
| 2.                  | "Do the Catwalk"   | Junji Ishiwatari | Okajima, Kanata, Andreas Oberg, Maria Marcus | 04:01   |  |
| Duração total:      | Duração total:     | Duração total:   | Duração total:                               | 07:10   |  |

| Edição Limitada (CD+DVD) |                                                 |              |         |  |
| N.º                      | Título                                          | Produtor(es) | Duração |  |
| 3.                       | "Galaxy Supernova" (Videoclipe)                 |              |         |  |
| 4.                       | "Galaxy Supernova" (Videoclipe Versão de Dança) |              |         |  |
| 5.                       | "Galaxy Supernova" (Making-of)                  |              |         |  |

## Desempenho nas paradas

### Oricon
| Lançamento             | Parada da Oricon      | Melhor posição | Vendas de estreia | Vendas totais | Período na parada |
| ---------------------- | --------------------- | -------------- | ----------------- | ------------- | ----------------- |
| 18 de setembro de 2013 | Daily Singles Chart   | 1              | 50.793 (semanal)  | 65.329        | 3 semanas         |
| 18 de setembro de 2013 | Weekly Singles Chart  | 3              | 50.793 (semanal)  | 65.329        | 3 semanas         |
| 18 de setembro de 2013 | Monthly Singles Chart | 8              | 50.793 (semanal)  | 65.329        | 3 semanas         |
| 18 de setembro de 2013 | Yearly Singles Chart  | —              | 50.793 (semanal)  | 65.329        | 3 semanas         |

### Billboard Japan
| Parada                                     | Melhor posição |
| ------------------------------------------ | -------------- |
| Billboard Japan Adult Contemporary Airplay | 6              |
| Billboard Japan Hot Top Airplay            | 22             |
| Billboard Japan Hot Singles Sales          | 2              |
| Billboard Japan Hot 100                    | 4              |

## Histórico de lançamento
| País  | Data                   | Formatos             | Gravadora                           |
| ----- | ---------------------- | -------------------- | ----------------------------------- |
| Japão | 11 de setembro de 2013 | Download digital     | Nayutawave Records, Universal Music |
| Japão | 18 de setembro de 2013 | CD, download digital | Nayutawave Records, Universal Music |